# Futó Mihály (tanár, 1835–1909)
Futó Mihály (Boldva, Borsod vármegye, 1835. január 31. vagy február 2. – Hódmezővásárhely, 1909. augusztus 6.) tanár, pedagógiai író.

## Életpályája
Tanulmányait a sárospataki református főiskolán végezte. 1860. október 1-jétől a hódmezővásárhelyi református gimnáziumban a magyar nyelv és irodalom rendes tanára, majd 1865 – 1866 között és 1877-től 1904-ig igazgatója volt. Több cikket irt különféle közlönyökbe, értesítőkbe stb., így a Sárospataki Lapokba, a Debreceni Protestáns Lapba, különösen tanügyi kérdéseket fejtegetve; több alkalommal pályadíjat is nyert nevelészeti munkáival. Ő alapította és szerkesztette a Hódmező Vásárhely című társadalmi hetilapot 1871 és 1874 között.

## Művei
- A társadalom, szülők és az iskola (Bp., 1880);
- Minő eszközökkel lehet protestáns középiskoláink belső életére hatni? (A tiszántúli ev. ref. középisk. tanáregyes. évk[önyve]. 1881);
- A hód-mező-vásárhelyi államilag segélyezett ev. ref. főgymnasium története (Hódmezővásárhely, 1897) Online